# Бичко Олександр Валентинович
Олександр Валентинович Бичко́ (8 лютого 1945, Київ — 21 червня 2023) — український графік та художник-ілюстратор. Він відомий своєю роботою у книжковій та станцевій графіці, зокрема у використанні чорно-білих технік, таких як малюнок пером, колаж та олівець.

## Освіта і професійна діяльність
У 1952 році вступив до загальноосвітньої школи.
З вересня 1956 року навчався в (Республіканській художній середній школі ім. Т. Шевченка (РХСШ)), яка нині відома як Державна художня середня школа імені Тараса Шевченка.
Олександр закінчив Національну академію образотворчого мистецтва і архітектури у 1968 році під керівництвом Василя Ілліча Касіяна та Чебаника Василя Яковича.
У 1961 році вступив до Художнього інституту й здобув відповідну освіту.
Після закінчення навчання співпрацював з видавництвом «Дніпро» та Національним видавництвом дитячої літератури «Веселка» як художник-ілюстратор.
З 1982 року працював у журналі «Вітчизна» спочатку як художник-оформлювач, а потім займав посаду художнього редактора — до закриття цього журналу у 2012 році.
З 2008 року був членом Спілки художників України.

## Особисте життя
Батько — Бичко Валентин Васильович.
Брат — Бичко Ігор Валентинович
У 1983 році Олександр одружився з Тетяною Анатоліївною Бичко.
Вони мають дочку Ніну Олександрівну Бичко та Віру Олександрівну Свєшникову.

## Творчість
Художній стиль відзначався основним використанням чорно-білих технік, таких як малюнок пером, колаж, олівець, де колір використовувався як доповнення. Основні елементи його художньої мови включають чітку лінію, мерехтливе мереживо штриха, м'які градації сірого, а також їхнє протиставлення і поєднання.
Між його важливішими творами є оформлення книг із серії «Перлини світової літера-тури», а також графічні аркуші, в яких він втілював свої ідеї та техніку.

## Основні твори
Деякі з найвідоміших творів Олександра Бичко включають оформлення книг із серії «Перлини світової літератури», а також графічні аркуші, такі як «Лаштунки часу», «Макет № 8», «Весна», «Сестра», «Біль», «Вечір близенько…», «Ковчег», «Субмарина», «Ме-дитація. Мамай», «Мавки на березі», «Кроки» тощо.
```
.
```